# La vita dell'Omo
(Giuseppe Gioachino Belli, introduzione alla raccolta dei sonetti)
La vita dell'Omo è un sonetto in dialetto romanesco composto da Giuseppe Gioachino Belli il 18 gennaio 1833.

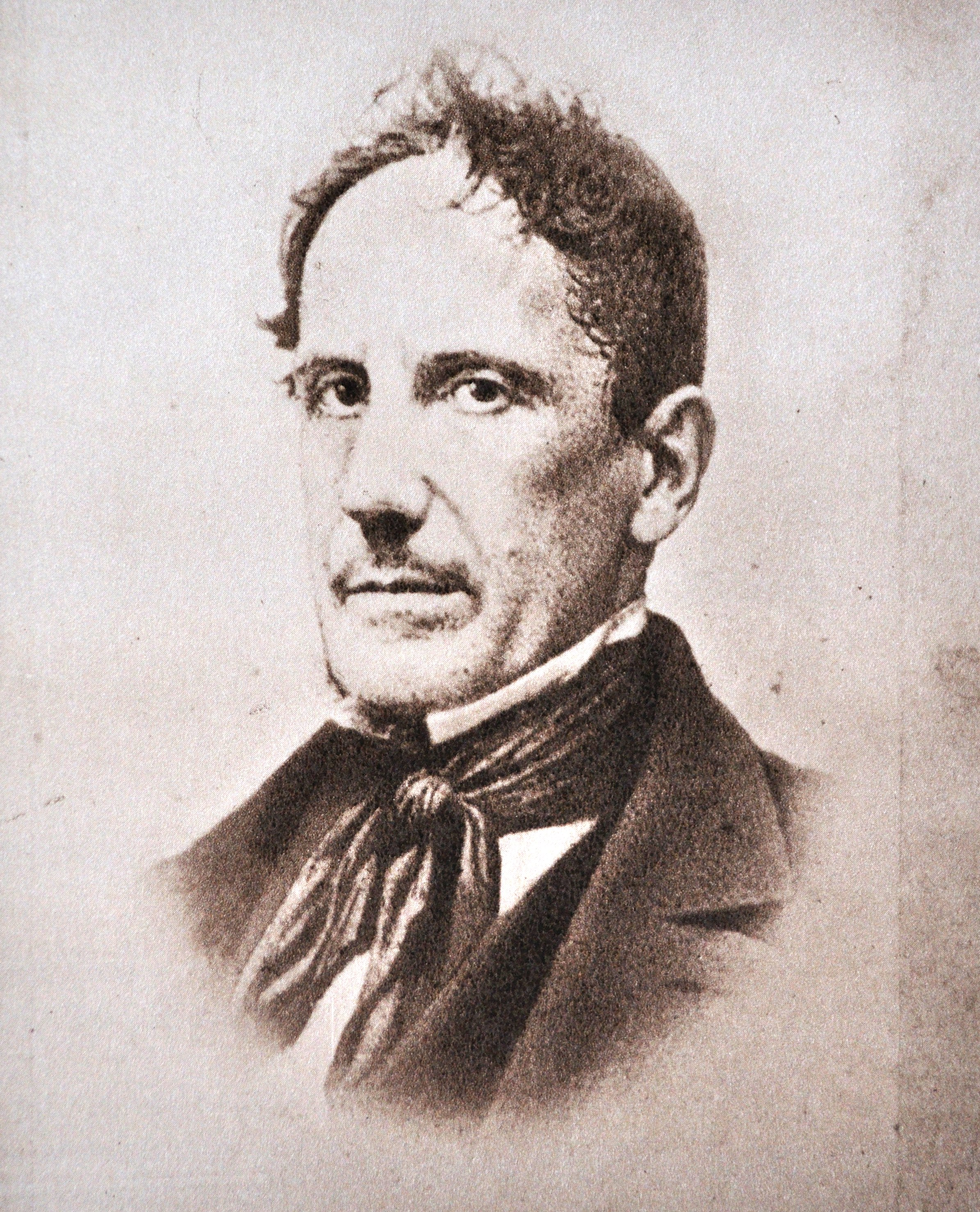
Giuseppe Giochino Belli

## Testo con traduzione a fronte
Nove mesi a la puzza: poi in fassciola

tra sbasciucchi, lattime e llagrimoni:

poi p’er laccio, in ner crino, e in vesticciola,

cor torcolo e l’imbraghe pe ccarzoni.

Poi comincia er tormento de la scola,

l’abbeccè, le frustate, li ggeloni,

la rosalía, la cacca a la ssediola,

e un po’ de scarlattina e vvormijjoni.

Poi viè ll’arte, er diggiuno, la fatica,

la piggione, le carcere, er governo,

lo spedale, li debbiti, la fica,

er zol d’istate, la neve d’inverno...

E pper urtimo, Iddio sce bbenedica,

viè la Morte, e ffinissce co l’inferno.»

Nove mesi nella puzza: poi avvolto in fasce

sempre sbaciucchiato, con le croste lattee e i lacrimoni:

poi al laccio, dentro un girello, con una vesticciola,

un copricapo e un'imbragatura al posto dei calzoni.

Poi comincia il tormento della scuola,

l'abbiccì, le frustate per punizione, i geloni per il freddo,

la rosolia, dover far la cacca sul vasetto

e un accenno di scarlattina e di vaiolo.

Poi viene il lavoro, il digiuno, la fatica;

l'affitto, il carcere, il governo,

l'ospedale, i debiti, la fica,

il sole l'estate e la neve d'inverno ...

E alla fine, che Dio ci benedica,

viene la Morte e tutto finisce all'Inferno.»
(Giuseppe Gioachino Belli, sonetto n. 781, La vita dell’Omo)

## Versione in prosa
Questa è la vita dell'uomo: nove mesi passati nella puzza dell'utero materno, poi appena nato essere avvolto nelle fasce (in fasciola), continuamente sbaciucchiato (sbasciucchi), da chiunque capiti: con la pelle ricoperta dalle croste lattee (lattìme), piangere  a lungo e disperatamente (llagrimoni): poi cresciuto, essere tenuto al laccio con una cinghia per non cadere in terra quando s'impara a camminare, essere relegato dentro un girello (crino) con una vesticciola,  un cercine (torcola) sul capo e un'imbragatura al posto dei calzoni. Poi comincia il tormento della scuola, imparare l'abbicci, essere frustato per punizione, tormentato dei geloni per il freddo, ammalarsi di rosolia, di scarlattina e di un accenno di vaiolo (vvormijjoni) ed essere costretto a fare la cacca sul vasetto (la cacca a la ssediola). Poi viene il momento di lavorare (ll’arte), rispettare il digiuno, faticare per tirare avanti, pagare l'affitto (la piggione) di casa, andare in carcere, sopportare le angherie del governo, andare a finire in ospedale, essere assillato dai debiti e fare esperienze  sessuali; sotto il sole in estate e sotto la neve d'inverno...Ma alla fine, che Dio ci benedica, finalmente arriva la Morte e tutto finisce nell'Inferno.

## Commento

### La fine della Roma papale
Ancora una volta G.G. Belli affronta in questo sonetto il tema del contrasto tra ragione e religione. Imbevuto di cultura illuminista Belli non poteva non rendersi conto della profonda crisi di valori della Roma papale, tra Sette e Ottocento, tra Rivoluzione francese e Unità d'Italia, giunta ormai al bivio definitivo del suo rinnovamento o della sua caduta.
Nello stesso tempo la mancanza di una visione ottimistica del futuro convinceva Belli, con il distacco dell'antropologo ammirato della  filosofia e della vita della plebe romanesca, il «primordio fantastico» com'è stato definito, che ormai il nuovo mondo si sarebbe diviso tra «cattolici od atei».

### L'inferno
È il "filosofo plebeo", blasfemo ed insieme cattolico, della Vita dell'omo che coglie come nella Roma del Papa Re, lo stato più arretrato d'Europa, dove vive il suo inferno quotidiano, la Chiesa abbia perso il suo messaggio di consolazione e di speranza prospettando solo la prossima venuta di un altro inferno per chi non crede più in lei.
Quindi morte e inferno vanno assieme e la morte non è la fine della sofferenza, voluta dalla misericordia divina, di una misera esistenza ma l'inizio di una nuova e peggiore miseria in un al di là concepito e immaginato a fosche tinte materiali:
(Giuseppe Gioachino Belli, sonetto n. 837, L'inferno, datato 29 gennaio 1833)
D'altra parte l'alter-ego dialogante del filosofo plebeo proprio in vista di ciò che aspetta l'uomo in quella locanda infernale dopo la morte, consiglia di non stare troppo a lamentarsi delle sofferenze della vita dell'omo:
(Giuseppe Gioachino Belli, sonetto n. 494, Sto monno e quell'antro, datato 27 novembre 1832)
Anzi bisogna esser grati a Dio:
(Giuseppe Gioachino Belli, sonetto n. 494, Sto monno e quell'antro, datato 27 novembre 1832)
perché su questa terra puoi godere delle soddisfazioni animalesche che rendono meno ingrata la vita quotidiana di fronte a quella che ti aspetta nell'al di là.
Non c'è quindi scampo nella vita dell'uomo: anzi le sofferenze cominciano ancor prima di nascere quando si sta nel puzzolente utero materno e non finiscono neppure con la morte quando ci aspetta l'altrettanto sgradevole ambiente che è l'inferno. La stessa vita umana è un continuo inferno per cui la morte, grazie a Dio, appare come una liberazione beffarda che dura quel tanto che ci separa dall'altro eterno inferno che ci propina lo stesso misericordioso Padreterno.

### Il filosofo plebeo
Il critico della letteratura italiana Samonà ha evidenziato come  nella Vita dell'Omo «non è leggendo la Bibbia» che Belli si convince della irridente misericordia divina della morte, finta liberazione dall'inferno quotidiano ma egli «ha conosciuto la violenza teocratica immergendosi nella vita quotidiana della sua città» e con toni dolorosi ed insieme umoristici descrive quella «soffocante quotidianità» risalendo  a grado a grado nella vita dell'uomo, sino ad arrivare «alla fonte dei mali», sino a Dio.
(Giuseppe Gioachino Belli, sonetto n. 277, Er peccato d'Adamo, datato 26 novembre 1831)
Il filosofo plebeo che osserva come:
(Giuseppe Gioachino Belli, sonetto n. 253, Er primo bboccone, datato 21 novembre 1831)
non è quindi così sprovveduto se richiama nella sua ingenua spontaneità l'accusa kierkegaardiana di un Dio supremo tentatore.
Chiaro e inesorabile il pessimismo del Belli costruito nel ritmo della poesia senza aggettivi con una serie incalzante di piccoli, e grandi fastidi, piccole e grandi sventure che amareggiano l'esistenza.

## Il pessimismo
È stato spesso accostato il pessimismo del Belli a quello di un altro suddito del Papa Re: Giacomo Leopardi, angosciato dall'arretratezza degli uomini del suo tempo e per nulla speranzoso nelle "magnifiche sorti e progressive" che offriva come riscatto la storia intesa romanticamente.
Non è questa la storia del popolo romano del Belli che vive nell'immobilità del tempo presente non dissimile da quello passato. Si può ridere del sovrano e insultarlo, persino bestemmiarlo, ma questo, come Dio, non risponde se non come fanno i potenti, senza dare nessuna spiegazione, se non richiamando il suo potere, e  angariando i comuni mortali condannandoli all'immutabilità di una condizione umana che non cambierà neppure dopo la morte.
Non c'è nessuna speranza di redenzione perché chi dovrebbe operarla è un popolo che non teme, insultando, di dire la verità ma inetto e spregevole tanto quanto chi lo comanda.
Si è quindi parlato di un nihilismo radicale in Belli che lo porterà su posizioni reazionarie mentre Leopardi, con la sua "morale della compassione" continuerà a sperare nella solidarietà umana che nasce dal comune dolore dell'esistenza.